# Emil Hertzka
Emil Hertzka (3. srpna 1869 Pešť, Rakousko-Uhersko – 9. května 1932 Vídeň) byl rakouský vydavatel. V letech 1907 až 1932 byl ředitelem vídeňského hudebního nakladatelství Universal Edition.

## Život

### Studium
Emil Hertzka se při svém studiu chemie věnoval také studiu hudby a literatury na Vídeňské univerzitě, až potud, kdy byl nucen ze zdravotních důvodů studium chemie opustit. Roku 1893 nastoupil do hudebního nakladatelství Josef Weinberger, poté se stal ředitelem nakladatelství Gustav Lewy & Co.

### Nakladatelská činnost
Roku 1901 odešel do v témže roce založeného hudebního nakladatelství Universal Edition-AG (UE), akciové společnosti, kde vedle Josefa Weinbergera působil také hudební vydavatel Bernhard Herzmansky (Doblinger). Roku 1907 se Hertzka stal ředitelem a tím zůstal až do své smrti v roce 1932. Nakladatelství UE se v prvních letech činnosti drželo spíše tradičního a klasického repertoáru, avšak za Hertzkova vedení se stalo jedním z nejvýznamnějších nakladatelství pro soudobou evropskou hudbu, čímž firmu prakticky nasměroval dnešním směrem.

### Universal Edition
Roku 1909 uzavřel první smlouvy se soudobými skladateli, jako např. Gustavem Mahlerem, Franzem Schrekerem, jehož opera Vzdálený zvuk byla prvním scénickým dílem vydaným UE, a Arnoldem Schönbergem. Mimo to také převzal většinu díla Antona Brucknera z nakladatelství Albert J. Gutmann. Postupně byli s nakladatelstvím spojováni tehdy nejvýznamnější žijící skladatelé, jako Karol Szymanowski, Franz Schmidt, Egon Wellesz, Alban Berg, Anton Webern, Alexander Zemlinsky, Alfredo Casella, Leoš Janáček, Béla Bartók, Zoltán Kodály, Kurt Weill, Hanns Eisler, Ernst Křenek, Josef Matthias Hauer, Darius Milhaud či Gian Francesco Malipiero.
Nové směry ovšem vytyčil také u vydávání notových materiálů: od roku 1912 v nakladatelství vycházela exkluzivní edice „Klassiker der Tonkunst“. V letech 1919 až 1938 vydávalo nakladatelství roku 1894 založenou řadu „Denkmäler der Tonkunst in Österreich“ a jeho řízením byl pověřen vydavatel a muzikolog Guido Adler až do sv. č. 83 v roce 1938. Další novinkou byla odborná hudební vydání, kde se vedle jednotlivých hudebně teoretických článků, jako Schönbergova učebnice „Harmonielehre“ nebo analýzy prací Josefa von Wösse a Richarda Spechta, objevila se významená periodika: „Musikblätter des Anbruch“ (1919–1937) nebo „Pult und Taktstock“ (1924–1930).

### Úmrtí

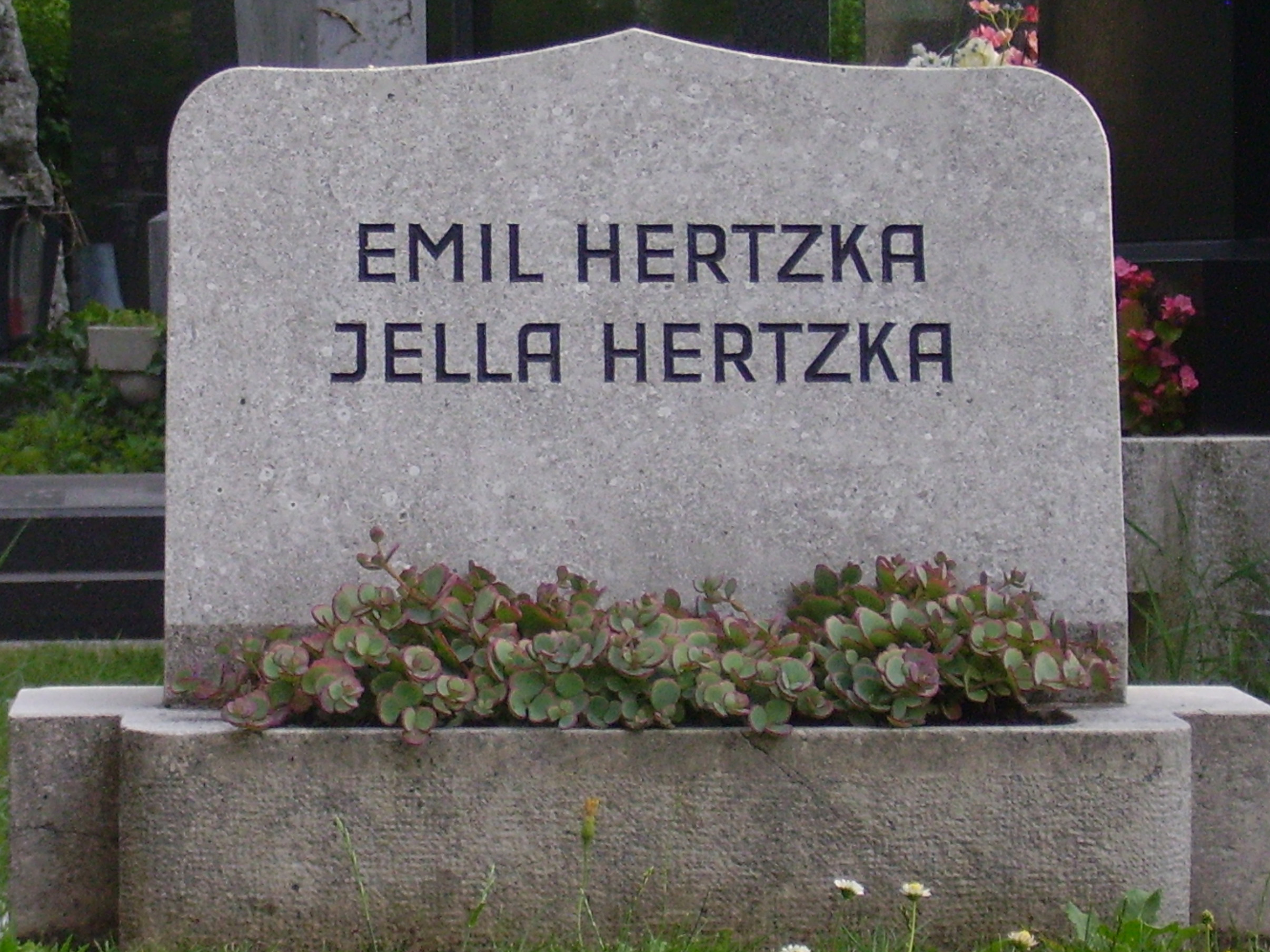
Hertzkův náhrobek na Döblinském hřbitově ve Vídni

Emil Hertzka zemřel po krátké těžké nemoci na srdeční selhání. V době jeho smrti, obsahoval katalog nakladatelství okolo deseti tisíc titulů. Jeho hrob se nachází na Döblinském hřbitově (Izraelitské oddělení; skupina I4, řada 3, č. 1A).

### Pamětní cena
Po Emilu Hertzkovi byla pojmenována výroční pamětní cena, Pamětní cena Emila Hertzky (německy Emil-Hertzka-Preis) udělovaná významným soudobým skladatelům v letech 1933 až 1937. Jeho žena Yella Hertzka (1873–1948), roz. Fuchs, pak po jeho smrti řídila nakladatelství až do anšlusu Rakouska roku 1938 a poté, co se vrátila z nuceného exilu po roce 1946 až do své smrti.
V roce 1959 bylo po Emilu Hertkovi něm pojmenováno vídeňské náměstí Emil-Hertzka-Platz v 10. vídeňském obvodu Favoriten.